# Carlos Sousa Álvarez de Toledo
Carlos Sousa Álvarez de Toledo (Valencia, 12 de octubre de 1863-1937) fue un militar y político español, marqués de Sotelo, alcalde de Valencia durante la dictadura de Primo de Rivera. 

## Biografía
Nacido el 12 de octubre de 1863, nació y vivió en un palacete que existía en el número 20 de la calle de Roteros, en la ciudad de Valencia.
Ingresó al Armada española en 1879,  y luchó en Filipinas en Guerra Hispano-estadounidense (1898). Cuando volvió, fue traspasado al ejército de tierra y nombrado Comandante Militar de Castellón, hasta que en 1918 fue nombrado comandante en jefe de Valencia. En 1924 pasó a la reserva con el grado de contralmirante.
Fue uno de los militares que apoyó la dictadura de Primo de Rivera, quien lo nombró jefe de la Unión Patriótica en Valencia. En 1927 fue nombrado alcalde de Valencia. Fue miembro entre 1927 y 1930 de la Asamblea Nacional Consultiva de la dictadura de Primo de Rivera. Durante su mandato se pavimentó la avenida del Reino de Valencia, se reformó el edificio del Ayuntamiento y se inauguraron los puentes de Nazaret y de Aragón. Cuando cayó la dictadura de Primo de Rivera dimitió. Tras la proclamación de la Segunda República Española, el Gobierno lo hizo encarcelar un tiempo por su participación en la dictadura de Primo de Rivera.